# Malalag
Malalag (Bayan ng Malalag) är en kommun i Filippinerna. Kommunen ligger på ön Mindanao, och tillhör provinsen Davao del Sur. Folkmängden uppgår till 119 334 invånare.
Malalag är indelat i 15 barangayer.